# Archytas frenguellii
Archytas frenguellii là một loài ruồi trong họ Tachinidae.